# لولبية أريزونية
لولبية أريزونية (الاسم العلمي:Spirogyra arizonensis) هي نوع من طحالب خضراء تتبع جنس اللولبية من الفصيلة الزيغنيمية.